# Rezzago
Rezzago là một đô thị ở tỉnh Como trong vùng Lombardia, có cự ly khoảng 45 km về phía bắc của Milano và khoảng 14 km về phía đông bắc của Como. Tại thời điểm ngày 31 tháng 12 năm 2004, đô thị này có dân số 291 người và diện tích là 3,8 km².
Đô thị Rezzago có các frazione (đơn vị trực thuộc) Enco.
Rezzago giáp các đô thị: Asso, Caglio, Caslino d'Erba.